# Línia Amiens-Reims-Amiens del TER
Aquestes són les estacions de la línia Amiens-Reims-Amiens del TER, una xarxa ferroviària de França gestionada per la companyia SNCF.

## Estacions
| Estació               | Municipi                      | Departament | Coordenades |
| --------------------- | ----------------------------- | ----------- | ----------- |
| Amiens                | Amiens                        | Somme       |             |
| Blangy-Glisy          | Blangy-Tronville              | Somme       |             |
| Villers-Bretonneux    | Villers-Bretonneux            | Somme       |             |
| Marcelcave            | Marcelcave                    | Somme       |             |
| Wiencourt-l'Équipée   | Wiencourt-l'Équipée           | Somme       |             |
| Guillaucourt          | Guillaucourt                  | Somme       |             |
| Rosières              | Rosières-en-Santerre          | Somme       |             |
| Chaulnes              | Chaulnes                      | Somme       |             |
| Curchy-Dreslincourt   | Curchy                        | Somme       |             |
| Nesle                 | Nesle                         | Somme       |             |
| Ham                   | Ham                           | Somme       |             |
| Flavy-le-Martel       | Flavy-le-Martel               | Somme       |             |
| Jussy                 | Jussy                         | Aisne       |             |
| Mennessis             | Mennessis                     | Aisne       |             |
| Tergnier              | Tergnier                      | Aisne       |             |
| La Fère               | La Fère                       | Aisne       |             |
| Versigny              | Versigny                      | Aisne       |             |
| Crépy-Couvron         | Crépy-en-Laonnois             | Aisne       |             |
| Laon                  | Laon                          | Aisne       |             |
| Coucy-lès-Eppes       | Coucy-lès-Eppes               | Aisne       |             |
| Saint-Erme            | Saint-Erme-Outre-et-Ramecourt | Aisne       |             |
| Amifontaine           | Amifontaine                   | Aisne       |             |
| Guignicourt           | Guignicourt                   | Aisne       |             |
| Aguilcourt-Variscourt | Variscourt                    | Aisne       |             |
| Loivre                | Loivre                        | Marne       |             |
| Courcy-Brimont        | Courcy                        | Marne       |             |
| Reims                 | Reims                         | Marne       |             |